# Tollcross國際游泳中心
Tollcross國際游泳中心是位於格拉斯哥的游泳池和休閒中心。2014年大英國協運動會游泳比賽於此舉行。游泳中心擁有一座經過大規模升級的奧運標準50公尺泳池，和一座50公尺的熱身池。
2015年7月，2015年IPC世界游泳錦標賽於此舉行。

## 外部連結
- 官方網站 （页面存档备份，存于）

55°50′44.2″N 4°10′38.18″W / 55.845611°N 4.1772722°W